# Olympique Gymnaste Club de Nice 1953-1954
Questa voce raccoglie le informazioni riguardanti l'Olympique Gymnaste Club de Nice nelle competizioni ufficiali della stagione 1953-1954.

## Maglie
| Manica sinistra · Manica sinistra · Maglietta · Maglietta · Manica destra · Manica destra · Pantaloncini · Calzettoni |

## Rosa
| N. |                      | Ruolo | Calciatore         |
| -- | -------------------- | ----- | ------------------ |
|    | Francia (bandiera)   | P     | Babkin Hairabedian |
|    | Francia (bandiera)   | P     | Pierre Machet      |
|    | Francia (bandiera)   | D     | Mokhtar Ben Nacef  |
|    | Argentina (bandiera) | D     | Pancho González    |
|    | Francia (bandiera)   | D     | Guy Huguet         |
|    | Francia (bandiera)   | D     | Alphonse Martinez  |
|    | Francia (bandiera)   | D     | Aleardo Nani       |
|    | Francia (bandiera)   | D     | Guy Poitevin       |
|    | Francia (bandiera)   | C     | Émile Antonio      |
|    | Brasile (bandiera)   | C     | Brandãozinho II    |
|    | Argentina (bandiera) | C     | Luis Carniglia     |

| N. |                        | Ruolo | Calciatore           |
| -- | ---------------------- | ----- | -------------------- |
|    | Francia (bandiera)     | C     | Antoine Cuissard     |
|    | Francia (bandiera)     | C     | Rémi Fronzoni        |
|    | Francia (bandiera)     | C     | Abderrahmane Mahjoub |
|    | Francia (bandiera)     | C     | Francis Peri         |
|    | Ungheria (bandiera)    | C     | Joseph Ujlaki        |
|    | Francia (bandiera)     | C     | Rachid Belaïd        |
|    | Francia (bandiera)     | A     | Georges Cesari       |
|    | Francia (bandiera)     | A     | Just Fontaine        |
|    | Francia (bandiera)     | A     | Théodore Lenfant     |
|    | Lussemburgo (bandiera) | A     | Vic Nurenberg        |